# Leucanopsis ptenostomoides
Leucanopsis ptenostomoides là một loài bướm đêm thuộc phân họ Arctiinae, họ Erebidae.